# Guess Who's Coming to Dinner
Guess Who's Coming to Dinner (en español, Adivina quién viene a cenar, Adivina quién viene a cenar esta noche o Adivina quién viene esta noche) es una película de comedia dramática estadounidense de 1967, producida y dirigida por Stanley Kramer y escrita por William Rose. Está protagonizada por Spencer Tracy, Sidney Poitier y Katharine Hepburn, y presentando a la sobrina de Hepburn, Katharine Houghton.
La película fue una de las pocas de la época en presentar positivamente un matrimonio interracial, ya que este había sido históricamente ilegal en la mayoría de los estados de Estados Unidos, y aún era ilegal en 17 de estos, en su mayoría del sur, hasta el 12 de junio de 1967, seis meses antes del estreno de la película, aproximadamente dos semanas después de que Tracy interpretara su escena final (y dos días después de su muerte), cuando la Corte Suprema anuló las leyes contra el mestizaje en el caso Loving contra Virginia. La música de la película, nominada al Óscar, fue compuesta por Frank DeVol.
La película destaca por ser el noveno y último emparejamiento en la pantalla de Tracy y Hepburn, y el rodaje finalizó solo 17 días antes de la muerte de Tracy. Hepburn nunca vio la película completa, diciendo que los recuerdos de Tracy eran demasiado dolorosos. La película se estrenó en diciembre de 1967, seis meses después de su muerte. En 2017, la Biblioteca del Congreso de Estados Unidos seleccionó la película para su preservación en el National Film Registry por ser "cultural, histórica o estéticamente significativa".

## Argumento
El inesperado regreso sin avisar de Joanna Drayton (Katharine Houghton) de unas vacaciones en Hawái causa un gran revuelo cuando trae a su nuevo prometido a su hogar de clase alta en San Francisco en 1967. Él es John Prentice (Sidney Poitier), un médico viudo y de raza negra. Los padres de Joanna, el editor de periódicos Matt Drayton (Spencer Tracy) y su esposa, la propietaria de una galería de arte, Christina Drayton (Katharine Hepburn), son supuestos progresistas que le han inculcado la idea de la igualdad racial. A pesar de que tratan de ocultarlo, los padres de Joanna y, en particular, su padre, inicialmente están molestos porque ella planea casarse con un hombre negro. El ama de llaves negra de los Drayton, Tillie (Isabel Sanford), está aún más horrorizada, sospechando que John es un arribista que quiere casarse con una mujer blanca.
Joanna es ajena a las reacciones de sus padres que se sienten inquietos por su compromiso con John, ya que nunca pensaron que su elección sería un hombre negro, y aún más perturbados por la decisión de John de que si los padres de Joanna no aceptan el compromiso ese día, entonces él terminará la relación.
Joanna, que al principio tenía la intención de unirse a John en unas pocas semanas en Ginebra para su ceremonia de matrimonio planificada, cambia de parecer y decide irse esa misma noche junto a John. Además, invita a los padres de John (Roy E. Glenn y Beah Richards) a que vuelen desde Los Ángeles y se unan a la cena, para que todos puedan conocerse. Además, John se ve obligado a revelar que aún no le había dicho a sus padres su intención de casarse con una mujer blanca.
El compañero de golf de Matt, monseñor Mike Ryan (Cecil Kellaway), un obispo católico, llega a la casa de los Drayton cuando Matt acababa de cancelar su cita para jugar al golf. Tras conocer a John, comparte el entusiasmo de Joanna por la boda  y se lo dice a Matt. Sin embargo, Matt dice que no puede darle a la pareja su bendición: teme que Joanna se vea perjudicada por el prejuicio que John y ella seguramente encontrarán. Mientras tanto, una de las empleadas de Christina en su galería, Hilary (Virginia Christine), que se había encontrado brevemente con John y Joanna más temprano en el día, se detiene en la casa de los Drayton para expresar su desaprobación por la relación, y aunque Christina todavía no está segura de sus propios sentimientos sobre el asunto, está tan ofendida por el racismo de Hilary que ella la despide en el acto. Más tarde, cuando se viste para la cena, Christina comparte con Matt su apoyo a Joanna, incluso si eso significara tener que pelear con su esposo.
Los cócteles en casa de los Drayton se parecen a un juego de sillas musicales, por los diferentes grupos de personajes parentales. Las madres generalmente expresan más fe en sus hijos que los padres. Estos expresan que se necesitan más de unas pocas horas para tomar una decisión adecuada, pero la madre de John saca a relucir su idea de lo que los hombres están perdiendo la clave la situación: la pasión. Cuando el anciano Prentice le dice a John que está cometiendo un gran error, su hijo le contesta que se ve a sí mismo como un hombre negro, mientras que él se considera a sí mismo como un hombre. La Sra. Prentice le dice a Matt que su esposo y él, al envejecer, han olvidado lo que es sentir pasión romántica. Si lo recordaran, verían que en sus hijos es más importante que cualquier problema racial.
Después de pensar sobre la situación y su conversación con la Sra. Prentice en particular, Matt llama a todos para hacer un anuncio. Él dice que no importa lo que todos los demás puedan pensar acerca de que John y Joanna se casen; lo único que importa es que se amen. La película termina con las dos familias y monseñor Ryan finalmente sentándose a cenar.

## Reparto
- Spencer Tracy - Matt Drayton
- Sidney Poitier - Dr. John Wayde Prentice Jr.
- Katharine Hepburn - Christina Drayton
- Katharine Houghton - Joanna "Joey" Drayton
- Cecil Kellaway - Monseñor Mike Ryan
- Beah Richards - Mary Prentice
- Roy E. Glenn - John Prentice Sr.
- Virginia Christine - Hilary St. George
- Alexandra Hay - Carhop
- Isabel Sanford - Matilda "Tillie" Binks
- Barbara Randolph - Dorothy
- D'Urville Martin - Frankie
- Skip Martin - Repartidor

## Producción

### Guion

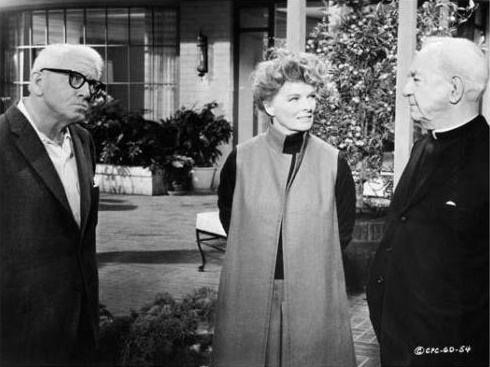
Tracy, Hepburn y Kellaway en una escena del filme.

Según el productor y director Stanley Kramer, el guionista William Rose y él intencionalmente estructuraron la película para desacreditar los estereotipos étnicos. El joven médico, un papel típico de los interpretados por el joven Sidney Poitier, fue creado idealmente perfecto, de modo que la única objeción posible para que se casara con Joanna sería su raza, o el hecho de que solo lo había conocido hace 10 días: el personaje se graduó de una escuela superior, comenzó iniciativas médicas innovadoras en África, se negó a tener relaciones sexuales prematrimoniales con su prometida a pesar de su buena voluntad y dejó dinero en un contenedor abierto en el escritorio de su futuro suegro en pago por una prolongada llamada de larga distancia que había hecho. Nada se habla de la diferencia de 14 años en sus edades. Kramer y Rose completaron el guion de la película en cinco semanas.

### Salud de Tracy
Kramer declaró más tarde que los principales actores creían tan firmemente en la premisa de que acordaron actuar en el proyecto incluso antes de ver el guion. La producción se había establecido para enero de 1967 y finalizó el 24 de mayo. Spencer Tracy tenía mala salud y las compañías de seguros se negaron a cubrirlo. Kramer y Hepburn pusieron sus salarios como garantía, de modo que si él moría, el rodaje podría completarse con otro actor. Kramer afirmó:

(...) nunca se examina el seguro hasta unas pocas semanas antes de que comience la fotografía. [Incluso] con todas sus adicciones y alcohol, Tracy siempre calificó para el seguro antes, por lo que nadie pensó que sería un problema en este caso. Pero lo era. No podíamos obtener un seguro para Spence. La situación parecía desesperada. Entonces descubrimos una forma de manejarlo. Kate y yo montamos nuestros propios sueldos para compensar la falta de una compañía de seguros para Spence. Y se nos permitió proceder.

El calendario del rodaje se alteró para adaptarse a la salud de Tracy. Todas las escenas y tomas de Tracy se rodaron entre las 9 de la mañana y las doce del mediodía para darle tiempo suficiente para descansar. Por ejemplo, la mayoría de las escenas de diálogo de Tracy se rodaron de tal manera que durante los primeros planos de otros personajes, un suplente lo sustituía.
La falta de salud de Tracy era más grave de lo que pudo apreciarse en la pantalla. Según Poitier:

La enfermedad de Spencer dominaba todo. Sabía que su salud era muy mala y muchas de las personas que sabían cuál era la situación no creían que terminaríamos la película, es decir, que Tracy sería capaz de terminar la película. Aquellos de nosotros que estábamos cerca sabíamos que era peor de lo que ellos pensaban. Kate lo traía hacia y desde el set. Ella trabajó con él en sus líneas. Ella se aseguró con [Stanley] Kramer de que sus horas fueran las adecuadas para lo que él podía hacer, y lo que no podía hacer era diferente cada día. Había días en que no podía hacer nada. Hubo días en que estuvo genial, y tuve la oportunidad de saber cómo era trabajar con Tracy.

Un busto de Tracy esculpido por Hepburn se usó como utilería, en la estantería detrás del escritorio donde Poitier hace su llamada telefónica. Tracy murió dos semanas después de completar su trabajo en la película.

### Elección de Houghton
Hepburn ayudó significativamente para que su sobrina, Katharine Houghton, fuera elegida para el papel de Joey Drayton. Con respecto a esto, Hepburn declaró:

Había una parte preciosa para Kathy [Houghton], mi sobrina (...). La parte de mi hija, (...) fue difícil. Una joven actriz desconocida necesita más oportunidades para ganarse la simpatía de la audiencia. De lo contrario, demasiado tiene que depender de su juventud, inocencia y belleza. Ella tenía un buen discurso para ganarse a la audiencia, pero fue cortado. En cambio, ella solo habla con su padre sobre las diferencias entre los principios que él le enseñó y la forma en que se está comportando. (...) Ella interpretaría a la hija de Spencer y mía. Me encantó. Es hermosa y definitivamente tenía un parecido familiar. Era mi idea.

### Papel de Poitier
Poitier con frecuencia se sorprendió a sí mismo y como resultado, un poco anodado, en presencia de Hepburn y Tracy, a quienes consideraba "gigantes" en lo que a actuación se refiere. Sin embargo, según los informes, Poitier encontró una forma de superar sus nervios. 

Cuando fui a tomar una escena con Tracy y Hepburn, no podía recordar ni una palabra. Finalmente, Stanley Kramer me dijo: "¿Qué vamos a hacer?" Dije: "Stanley, envía a esas dos personas a casa. Interpretaré la escena contra dos sillas vacías. No los quiero aquí porque no puedo manejar ese tipo de compañía". Los envió a casa. Interpreté la escena en primer plano contra dos sillas vacías mientras el instructor de diálogo leía las líneas del señor Tracy y la señorita Hepburn desde fuera de cámara.

Dada la naturaleza tensa del racismo en los Estados Unidos durante el tiempo de la producción de la película, Poitier sintió que estaba "bajo estrecha observación" tanto por Tracy como por Hepburn durante sus primeras reuniones antes de la producción. Sin embargo, logró ganárselos rápidamente. Debido a la estrecha historia de Tracy y Hepburn con Kramer, Poitier citó que Hepburn y Tracy se acercaron a él: "el tipo de respeto que tenían por Kramer, y tenían que decirse a sí mismos (y estoy seguro de que lo hicieron), este niño tiene que estar bastante bien, porque Stanley está loco por trabajar con él".

## Estreno y recepción
La película se estrenó en los cines el 1 de enero de 1968.

### Variaciones
La versión original de la película que se exhibió en los cines en 1968 contenía un momento en el que Tillie responde a la pregunta "¿Adivina quién viene a cenar ahora?" con el sarcasmo de una frase: "¿El reverendo Martin Luther King?" Tras el asesinato de King el 4 de abril de 1968, esta frase fue eliminada de la película, por lo que en agosto de 1968 casi todas las proyecciones de la película tuvieron esa frase omitida. Ya en 1969, la frase se restauró en muchas copias, pero no en todas, y también se conservó en las versiones VHS y DVD de la película.

### Crítica
Guess Who's Coming to Dinner fue un éxito de taquilla en todo Estados Unidos, incluso en los estados del sur, donde tradicionalmente se suponía que pocos espectadores blancos querrían ver una película con actores negros. El éxito de esta película desafió esa suposición en el marketing cinematográfico. A pesar de este éxito, que incluyó numerosas nominaciones a distintos premios cinematográficos, Frank Rich de The New York Times escribió en noviembre de 2008 que la película se etiquetó con frecuencia como fichada entre los liberales. Otro punto principal de discordia fue el hecho de que el personaje de Poitier, el futuro yerno, no tenía defectos. Mucha gente sintió que la dinámica entre el personaje de Drayton y Poitier inevitablemente habría resultado en un final feliz porque el personaje de Poitier era perfecto, respetable, agradable y adecuado. Algunas personas llegaron incluso a decir que Prentice era "demasiado blanco" para no ser aceptado por los Drayton.
El estreno de la película en los Estados Unidos le dio a Poitier su tercer éxito de taquilla en seis meses en 1967, y todos pusieron en cuestión la raza del personaje de Poitier. La película recaudó un total de $56,7 millones de dólares.
En una revisión de 1986 de The New York Times, Lawrence Van Gelder escribió: "surge la sospecha de que si la película se hiciera hoy, sus creadores se enfrentarían mucho más sin rodeos a los problemas del matrimonio mixto. Es una hábil comedia y, sobre todo, un himno al poder del amor".

### Premios

#### Premios Óscar
Para la 50.ª ceremonia de los Premios Óscar, Guess Who's Coming to Dinner fue candidata a diez premios, ganando dos.
| Año  | Categoría                                                      | Receptor                                                         | Resultado |
| ---- | -------------------------------------------------------------- | ---------------------------------------------------------------- | --------- |
| 1967 | Mejor película                                                 | Stanley Kramer, productor                                        | Nominada  |
| 1967 | Mejor director                                                 | Stanley Kramer                                                   | Nominado  |
| 1967 | Mejor actor                                                    | Spencer Tracy                                                    | Nominado  |
| 1967 | Mejor actriz                                                   | Katharine Hepburn                                                | Ganadora  |
| 1967 | Mejor actor de reparto                                         | Cecil Kellaway                                                   | Nominado  |
| 1967 | Mejor actriz de reparto                                        | Beah Richards                                                    | Nominada  |
| 1967 | Mejor argumento y guion escritos directamente para la pantalla | William Rose                                                     | Ganador   |
| 1967 | Mejor orquestación de música – adaptación o tratamiento        | Frank DeVol                                                      | Nominado  |
| 1967 | Mejor dirección de arte                                        | Robert Clatworthy (director de arte) y Frank Tuttle (decoración) | Nominados |
| 1967 | Mejor montaje                                                  | Robert Jones                                                     | Nominado  |

#### Premios BAFTA
En la 22.ª ceremonia de los Premios BAFTA, Tracy ganó a título póstumo el BAFTA al mejor actor y Hepburn el correspondiente a la mejor actriz.

#### Premios David di Donatello
En los Premios David de Donatello, Kramer recibió el Premio al mejor productor, Tracy recibió el Premio al mejor actor extranjero y Hepburn el Premio a la mejor actriz extranjera.

#### Otros reconocimientos
En varios de sus listados, el American Film Institute reconoció a Guess Who's Coming to Dinner en:
- 100 años... 100 películas – #99
- 100 años... 100 pasiones – #58
- 100 años... 100 frases:
  - "Te consideras un hombre de color. Yo me considero un hombre." – Nominada[27]
- 100 años... 100 inspiraciones – #35
- 100 años... 100 películas (edición 10.º aniversario) – Nominada[28]